# Kazuki Nagasawa
Kazuki Nagasawa (jap. 長澤 和輝, Nagasawa Kazuki; * 16. Dezember 1991 in Tōgane, Präfektur Chiba) ist ein japanischer Fußballspieler. Der offensive Mittelfeldspieler ist der erste japanische Fußballer, der von der Universität direkt zu einem europäischen Profiverein gewechselt ist.

## Werdegang
Kazuki Nagasawa begann seine Karriere in der japanischen Universitätsliga, in der er mit der Mannschaft der Tokioter Senshū-Universität dreimal in Folge Regionalmeister und einmal nationaler Universitätsmeister wurde. Von März bis einschließlich November 2013 trainierte er mit den Yokohama F. Marinos, einem Club aus der japanischen J-League. Dort bestritt er nur ein Pflichtspiel und wurde er im Pokalspiel gegen Omiya Ardija am 3. April 2013 in der 76. Minute eingewechselt.
Im Dezember 2013 unterschrieb Nagasawa beim 1. FC Köln seinen ersten Profivertrag und wechselte zu Beginn des Wintertrainingslagers an den Rhein. Sein Vertrag hatte eine Laufzeit bis Sommer 2016. Seinen ersten Einsatz im Team von Peter Stöger hatte Nagasawa im Testspiel gegen den FC Schalke 04 am 18. Januar 2014. Sein erstes Pflichtspiel bestritt er am 9. Februar 2014, als er bei der 0:1-Heimniederlage des 1. FC Köln gegen den SC Paderborn 07 in der 68. Spielminute für Mišo Brečko eingewechselt wurde.
Nach starken Leistungen in der Rückrunde wurde Nagasawas Vertrag bis Sommer 2018 verlängert. Sein Bundesligadebüt gab er am 4. Oktober 2014 (7. Spieltag) bei der 2:3-Niederlage im Auswärtsspiel gegen Eintracht Frankfurt, als er in der 81. Minute für Simon Zoller eingewechselt wurde.
In der Winterpause der Saison 2015/16 wechselte er zurück nach Japan zu den Urawa Red Diamonds. Von dort wurde er für ein Jahr an den Verein JEF United Ichihara Chiba in die zweite Liga verliehen. Von Januar 2021 bis Juli 2023 spielte er für Nagoya Grampus. Am 30. Oktober 2021 stand er mit Nagoya im Finale des J. League Cup. Das Finale gegen Cerezo Osaka gewann man mit 2:0. Im August 2023 wechselte er nach Sendai zum Zweitligisten Vegalta Sendai. Nach 40 Ligaspielen zog es hin im August 2024 nach Neuseeland. Hier schloss er sich in Wellington dem australischen Erstligisten Wellington Phoenix an.

## Erfolge
1. FC Köln
- Deutscher Zweitliga-Meister: 2014

Urawa Red Diamonds
- AFC Champions League-Sieger: 2017
- Japanischer Pokalsieger: 2018

Nagoya Grampus
- Japanischer Ligapokalsieger: 2021